# روز عقیم
روز عقیم تئاتری به کارگردانی حسین کیانی است که در مرداد ۱۳۹۶ در تماشاخانه خصوصی باران روی صحنه رفت. موضوع این نمایش به آتش کشیدن محله قلعه یا شهر نو تهران در دی ۱۳۵۷ در جریان انقلاب است. این نمایش به درخواست نهادهای غیر فرهنگی و خارج از مجموعه وزارت ارشاد، و مرکز هنرهای نمایشی، توقیف و از برنامه‌های جشنواره تئاتر فجر کنار گذاشته شد.
نمایش به وضعیت سه زنِ گریخته از چنگ هجوم‌آوران به محله قلعه زاهدی می‌پردازد. 
مقطع تاریخی موضوع این نمایش انقلاب ۱۳۵۷ است و این نمایش نگاهی به وضعیت سه نفر از زنانی دارد که در قلعه زاهدی تن‌فروشی می‌کردند و تا زمان تخریب در قلعه زندگی می‌کردند. پس از انقلاب با تخریب و سوختن قلعه زاهدی آنان مجبور به فرار از محل زندگی خود می‌شوند.

## خلاصه داستان
در خلاصه داستان رسمی «روز عقیم» آمده است: «در شرایط بحرانی سقوط رژیم پهلوی، محله قلعه زاهدی مورد هجوم و تخریب قرار می‌گیرد. سه زن که از چنگ هجوم‌آوران می‌گریزند به زیرزمین خانه‌ای بزرگ در مرکز شهر پناه می‌برند. زیرزمینی که چند مرد در طبقه بالای آن مشغول سلاخی کردن هستند...»
این سه زن شاهد سوختن یکی از هم‌صنفان خود، به نام «عفت عمومی» بودند و اکنون در زیرزمین خانه‌ای متروکه اسیر شده‌اند. در نیمه نمایش آنها متوجه می‌شوند که مرده‌اند. تمام تلاش آنها متمرکز بر نجات جان جنینی می‌شود که می‌تواند به حیاتش ادامه دهد.

## نقد
حسین کیانی درباره این نمایشنامه می گوید «اینکه این کاراکترها در گذشته و زمان حال چگونه شکل گرفته‌اند و به لحاظ اجتماعی، فرهنگی و اقتصادی چه شرایطی دارند و اینکه مسائله تن‌فروشی چگونه شکل گرفته است از دغدغه‌های اصلی من در نگارش «روز عقیم» بوده است.»
امید طاهری منتقد تئاتر این نمایش را نمونه تئاتر متعهد می‌داند. هر چند نقدهایی به ساختار داستان دارد.

## بازیگران
بازیگران این نمایش فهیمه اَمَن‌زاده در نقش اکرم، شایسته ایرانی در نقش پری، الهه شه‌پرست در نقش لیلی و رویا میرعلمی در نقش لیلی و پری هستند. 